# Leif Andrée
Leif Allan Andrée, ursprungligen Johansson, född 29 januari 1958 i Högalids församling i Stockholm, är en svensk skådespelare.

## Biografi
Andrée blev vid tre års ålder fosterbarn hos en familj i Timmele i Västergötland. Annars bodde han främst i Östberga i Stockholm med sin mor och styvfar, men reste tillbaka till fosterhemmet om somrarna.
Andrée värvades som tonåring till Sundsvalls Simsällskap och flyttade därför till Sundsvall. Han tillhörde under några år den svenska simeliten och tog 1976 ett SM-brons i lagkapp. Efter avslutad simkarriär spelade han trummor i punkbandet Pizzoar i Sundsvall 1979–1981.
Under sina unga år arbetade han mycket, bland annat som hemsamarit i Sundsvall och som snickare med sin bror. Skådespelardrömmar har han haft sedan småskolan och var det som skulle komma att prägla hans liv.
Som 24-åring återvände han till Stockholm och 1983 hamnade han på Teater Galeasen. Bland de uppsättningar han medverkat i märks Sakrament (1987), Caligula (1988) och Artauds requiem (1991). Han har även varit engagerad vid Riksteatern, Chinateatern och Unga Riks. Han är därefter knuten till Stockholms stadsteater och har där medverkat i uppsättningar som Den goda människan i Sezuan, Körsbärsträdgården, Erik XIV och Djungelboken. Andrée spelade musketören Porthos i Alexander Mørk-Eidems uppsättning av De tre musketörerna.
Andrée har även haft många roller på film och TV. Hans stora filmgenombrott kom i dramat Kaninmannen (1990) där han spelade pedofil. Samtidigt fick han utstå dödshot från anonyma personer efter rollen. Han spelar ofta otäcka karaktärer, vilket han själv tror kan bero på just huvudrollen i Kaninmannen, har han berättat i SVT:s programserie Stjärnorna på slottet. Detta har kommit till uttryck i exempelvis TV-serien S:t Mikael (1998–1999).
I övrigt har han bland annat medverkat i Pelle Svanslös (1997), Tomten är far till alla barnen (1999), Livet är en schlager (2000), Kaspar i Nudådalen (2001) och Om jag vänder mig om (2003). För den yngre generationen har han kommit att bli förknippad med rollfiguren Daidalos i barnprogrammet Labyrint som började visas på SVT 2012.
Han har medverkat i musikvideor, bland annat av Weeping Willows och Fireside, och spelade även en rollfigur i datorspelet Kosmopolska från 1997. Han deltog i säsong åtta av Stjärnorna på slottet. År 2015 fick han Medeapriset med motiveringen "Leif Andrée, konsekvent provokatör, förflyttar sig sömlöst mellan genrer och medier.".
I november 2016 hade han premiär på enmansföreställningen Leif, om sitt eget liv, på Stockholms stadsteater. Föreställningen är skriven av Lucas Svensson och regisserad av Ole Anders Tandberg, och den har även gästspelats i Finland år 2018.
Andrée har även föreläst i skolor, där han berättat om sin trassliga och omtumlande uppväxt.

### Familjeliv
Andrée var gift med Galeasens konstnärliga ledare Sophia Artin 1993–2022 och tillsammans har de tvillingsöner. Han har även tvillingdöttrar från ett tidigare äktenskap med Cecilia Löfholm.

## Priser och utmärkelser
- 2008 – Carl Åkermarks stipendium av Svenska Akademien[8]
- 2015 – Svenska Dagbladets Thaliapris för tolkningen av Leif Stockmann i En folkefiende på Stockholms Stadsteater[17]
- 2015 – Medeapriset[18]
- 2022 – Medaljen Litteris et Artibus i guld av 8:e storleken (GMleta) för framstående konstnärliga insatser som skådespelare.[19]

## Filmografi (i urval)
- 1988 – Livsfarlig film
- 1989 – Kvinnorna på taket
- 1989 – 1939
- 1989 – Kaninmannen
- 1989 – Ängel
- 1990 – Black Jack
- 1990 – Blankt vapen
- 1992 – Min store tjocke far
- 1993 – För brinnande livet
- 1994 – I natt går jorden under
- 1994 – Pillertrillaren
- 1995 – Petri tårar
- 1995 – Eggs
- 1995 – Sommaren
- 1996 – Kalle Blomkvist – Mästerdetektiven lever farligt
- 1997 – Pelle Svanslös - Bill
- 1998 – Sista kontraktet
- 1999 – Tomten är far till alla barnen
- 2000 – Dykaren
- 2000 – Hur som helst är han jävligt död
- 2000 – Pelle Svanslös och den stora skattjakten
- 2000 – Livet är en schlager
- 2001 – Om inte
- 2001 – Kaspar i Nudådalen - Åke Åhman
- 2002 – Bror min
- 2003 – Psalmer från köket
- 2003 – Detaljer
- 2003 – Hitta Nemo - Marvin (röst)
- 2003 – Om jag vänder mig om
- 2004 – Lilla Jönssonligan på kollo
- 2004 – Kyrkogårdsön
- 2005 – Kim Novak badade aldrig i Genesarets sjö
- 2005 – Vinnare och förlorare
- 2005 – Den utvalde
- 2005 – Mun mot mun
- 2006 – Inga tårar
- 2006 – Wallander – Jokern
- 2008 – Gud, lukt och henne
- 2009 – Flickan
- 2010 – Kommissarie Späck - Späck
- 2010 – Himlen är oskyldigt blå
- 2012 – Piraterna! - Pirat med gikt (röst)
- 2012 – Modig - Fergus (röst)
- 2012 – Nobels testamente
- 2012 – Prime Time
- 2012 – Studio Sex
- 2012 – Den röda vargen
- 2012 – Livstid
- 2012 – En plats i solen
- 2014 – Bamse och tjuvstaden - Knocke och Smocke (röst)
- 2014 – Rio 2 - Eduardo (röst)
- 2015 – Insidan ut - Glömmare Bobby (röst)
- 2016 – Hitta Doris - Marvin (röst)
- 2016 – Sing - Norman (röst)
- 2016 – Bamse och häxans dotter - Knocke och Smocke (röst)
- 2017 – Vinden blåser vart den vill
- 2018 – Bamse och dunderklockan - Knocke och Smocke (röst)
- 2019 – Ankdammen
- 2021 – Sing 2 - Norman (röst)
- 2022 – Ur spår

## TV-produktioner
- 1991 – "Harry Lund" lägger näsan i blöt!
- 1991 – Mord och passion (TV-serie)
- 1991 – Luigis Paradis
- 1992 – Blueprint (TV-serie)
- 1993 – Chefen fru Ingeborg
- 1994 – Den vite riddaren (TV-serie)
- 1994 – Fallet Paragon (TV-serie)
- 1995 – Snoken (TV-serie)
- 1997 – Pelle Svanslös (TV-serie)
- 1998 – Pip-Larssons (TV-serie)
- 1998 – S:t Mikael (TV-serie)
- 1998 – Rederiet (TV-serie)
- 1999 – Eva & Adam (TV-serie)
- 2000 – Skärgårdsdoktorn (TV-serie) (1 avsnitt, 2000)
- 2000 – Herr von Hancken (TV-serie)
- 2001 – Agnes (TV-serie)
- 2001 – Beck – Mannen utan ansikte
- 2001 – Kaspar i Nudådalen (TV-serie)
- 2002 – Stora teatern (TV-serie)
- 2003 – Number One
- 2003 – c/o Segemyhr (TV-serie)
- 2004 – Danslärarens återkomst (TV-serie)
- 2005 – Coachen (TV-serie)
- 2005 – Lasermannen (TV-serie)
- 2006 – Världarnas bok (TV-serie)
- 2007 – Gynekologen i Askim (TV-serie)
- 2008 – Värsta vännerna (TV-serie)
- 2008 – Livet i Fagervik (TV-serie)
- 2008 – Oskyldigt dömd (TV-serie)
- 2012–2014 – Äkta människor (TV-serie)
- 2012 – Labyrint
- 2014 – Viva Hate (TV-serie)
- 2015 – Solsidan (TV-serie) (ett avsnitt)
- 2016 – Jävla klåpare (TV-serie)
- 2019 – Brorsor 4ever (TV-serie)
- 2019 – Panik i tomteverkstan (TV-serie)
- 2020 – Morden i Sandhamn (TV-serie)
- 2021 – Monster på jobbet (TV-serie) (röst)
- 2021 – Mer panik i tomteverkstan (TV-serie)
- 2021 – Folk med ångest (TV-serie)

## Teaterroller (ej komplett)
| År   | Roll             | Produktion                                                              | Regi                 | Teater                   |
| ---- | ---------------- | ----------------------------------------------------------------------- | -------------------- | ------------------------ |
| 1984 |                  | Största möjliga tystnad Rickard Günther och ensemblen                   | Rickard Günther      | Teater Galeasen          |
| 1985 |                  | Fiasko Kamrat Rickard Günther och Bodil Lagerås                         | Rickard Günther      | Teater Galeasen          |
| 1997 | Prästen          | Svensson, Svensson Tomas Tivemark, Johan Kindblom och Michael Hjorth    | Mikael Ekman         | Chinateatern             |
| 2004 | Lopachin         | Körsbärsträdgården (Вишнёвый сад, Visjnjovyj sad) Anton Tjechov         | Lennart Hjulström    | Stockholms stadsteater   |
| 2005 | Jöran Persson    | Erik XIV August Strindberg                                              | Lennart Hjulström    | Stockholms stadsteater   |
| 2007 | Baloo            | Djungelboken (The Jungle Book) Rudyard Kipling                          | Alexander Mørk-Eidem | Stockholms stadsteater   |
| 2008 | Gert bokpräntare | Mäster Olof August Strindberg                                           | Lennart Hjulström    | Stockholms stadsteater   |
| 2009 | Porthos          | De tre musketörerna Alexander Mørk-Eidem                                | Alexander Mørk-Eidem | Stockholms stadsteater   |
| 2010 | Bienstock        | Sugar - I hetaste laget (Sugar) Jule Styne, Bob Merrill och Peter Stone | Bo Hermansson        | Oscarsteatern            |
| 2011 | Baloo            | Djungelboken (The Jungle Book) Rudyard Kipling                          | Alexander Mørk-Eidem | Stockholms stadsteater   |
| 2012 | Porthos          | De tre musketörerna Alexander Mørk-Eidem                                | Alexander Mørk-Eidem | Stockholms stadsteater   |
| 2014 | Baloo            | Djungelboken (The Jungle Book) Rudyard Kipling                          | Alexander Mørk-Eidem | Kulturhuset Stadsteatern |
| 2014 | En folkefiende   | En folkefiende Fritt efter Henrik Ibsen                                 | Alexander Mørk-Eidem | Kulturhuset Stadsteatern |
| 2015 | Knocken          | Ladykillers Graham Linehan                                              | Emma Bucht           | Oscarsteatern            |
| 2016 | Medverkande      | Leif – Tack och förlåt Leif Andrée och Lucas Svensson                   | Ole Anders Tandberg  | Kulturhuset Stadsteatern |
| 2017 | Erik             | Våra drömmars stad Per Anders Fogelström                                | Linus Tunström       | Kulturhuset Stadsteatern |
| 2020 | Medverkande      | Det stora teaterkalaset Calle Norlén                                    | Sissela Kyle         | Kulturhuset Stadsteatern |
| 2021 | Le Bret          | Cyrano de Bergerac Martin Crimp                                         | Alexander Mørk-Eidem | Kulturhuset Stadsteatern |
| 2022 | Banquo           | (Macbeth) Hannes Meidal och Jens Ohlin                                  | Jens Ohlin           | Dramaten                 |
| 2022 | Mr Braddock      | Mandomsprovet (The Graduate) Terry Johnson                              | Sunil Munshi         | Kulturhuset Stadsteatern |
| 2023 | Polonius         | Hamlet William Shakespeare                                              | Sunil Munshi         | Kulturhuset Stadsteatern |
| 2024 | Puck m.fl        | En midsommarnattsdröm (A Midsummer Night's Dream) William Shakespeare   | Melody Parker        | Kulturhuset Stadsteatern |